# موزه هنرهای تزئینی و طراحی لتونی

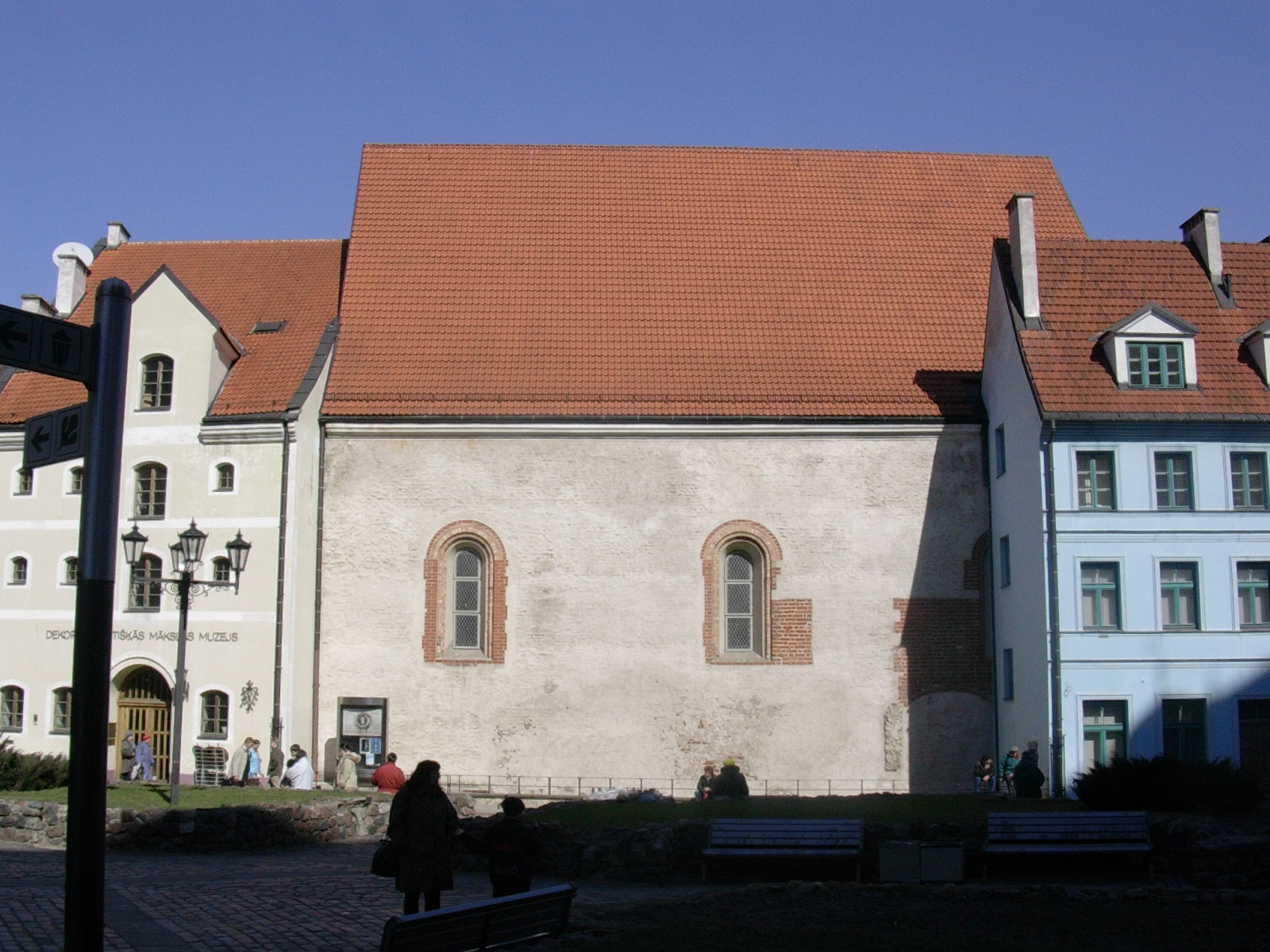

موزه هنرهای تزئینی و طراحی لتونی یک موزه هنری در ریگا، لتونی است. این موزه در ۱ ژانویه ۱۹۸۹ تأسیس شد و در ۶ ژوئیه ۱۹۸۹ به روی عموم باز شد. بنای موزه یک کلیسای سابق، کلیسای سنت جورج، ریگا است که قدیمی‌ترین ساختمان سنگی باقی مانده در ریگا بوده.
افتتاحیه و اختتامیه مجمع آینده شمالی‌ها نخست وزیران بریتانیا، شمال اروپا و بالتیک در سال ۲۰۱۳ در اینجا برگزار شد.